# Koninklijk Pruisen
Koninklijk Pruisen (Duits: Königlich-Preußen of Preußen Königlichen Anteils, Pools: Prusy Królewskie)  of Pools Pruisen (Duits: Polnisch-Preußen, Pools: Prusy Polskie) was vanaf 1466 tot 1569 een autonome staat geregeerd in personele unie door de Poolse koning. In 1569 werd het een autonome provincie van het Pools-Litouws Gemenebest. Koninklijk Pruisen omvatte Pommerellen, Kulmerland, Mariënburg, Gdańsk (Danzig), Toruń (Thorn), en Elbląg (Elbing), ongeveer het gebied van de latere provincie West-Pruisen. 
Koninklijk Pruisen is niet hetzelfde als het Hertogdom Pruisen, dat onder suzereiniteit stond van de Poolse kroon en in 1657 onafhankelijk werd in een personele unie met Brandenburg.

## Geografie

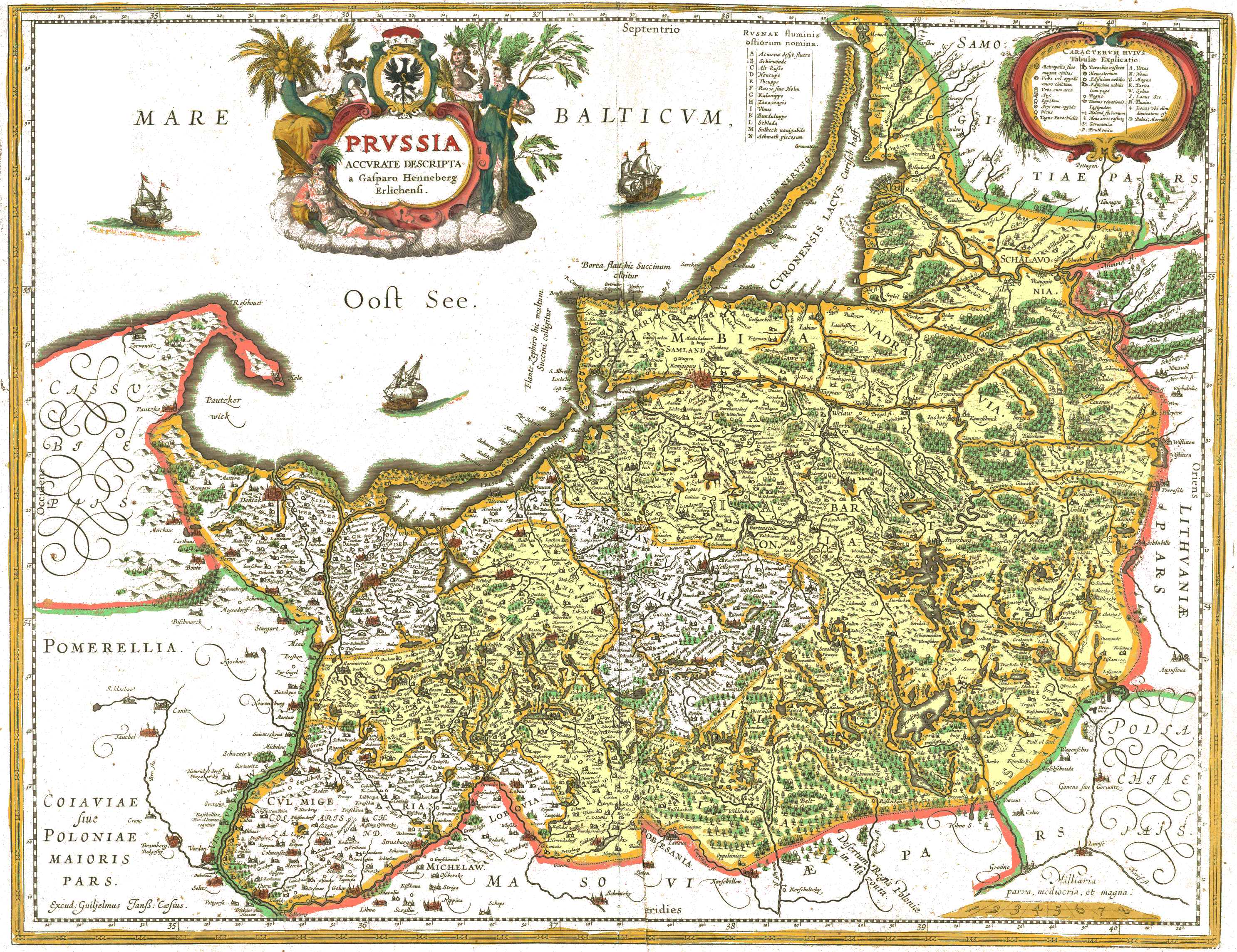
Kaart van Pruisen uit 1576 door Caspar Henneberg, Koninklijk Pruisen (zonder Zuid-Pommeren) in wit

Vanaf de veertiende eeuw komt in Latijnse teksten tot de zestiende en zeventiende eeuw de term ‘’Prut(h)enia’’ en Prut(h)enic voor. Dit verwijst niet enkel naar de oorspronkelijke plaats waar het uitgestorven volk der Pruisen woonde aan de oevers van de Wisla aan de Oostzee, maar ook naar de voormalige hertogen uit de dynastie Samboriden die het gebied van Pommerellen bestuurden voor de Duitse Orde die het gebied door het verdrag van Kalisz in 1343 aan hun Ordestaat toevoegde.
Bij het Poolse deel van Pruisen hoorde tot 1466 westelijke delen van het Pruisische deel van de Ordestaat, de Pomerellen, waaronder de gebieden rond Danzig, Kulmerland, Michelauerland en Toruń in het zuiden, en de gebieden rond de steden Malbork en Elblag in het Emsland. Het Pommerische Lauenburg en Bütowland in het westen was een vazalstad van het Hertogdom Pommeren.
Koninklijk Pruisen had een andere status dan het Hertogdom Pruisen, dat een leen was van de Poolse suzerein. Dit hertogdom werd gevormd door de Pruisische gebieden rond Koningsbergen, die eerst bestuurd werden door de Duitse Orde. Deze gebieden werden in 1525 overgenomen door het seculiere huis Hohenzollern. Vanaf 1618 had dit Oost-Pruische deel een personele unie met de keurvorst van het Markgraafschap Brandenburg als Brandenburg-Pruisen. In 1657 werd dit gebied door het verdrag van Bromberg onafhankelijk van de Poolse kroon.

## Geschiedenis
Vóór 1308 was het Pommerse deel van het gebied rond Gdańsk onderdeel van het Koninkrijk Polen, dat autonomie en onafhankelijkheid kreeg. Tijdens het regime van Wladislaus van Polen riep het markgraafschap Brandenburg in 1308 een sterke claim op het gebied. Wladislaus vroeg om steun van de Duitse Orde om het gebied te veroveren. De Duitse Orde gebruikte dit om het Brandenburgse gebied voor zichzelf op te eisen. Ze annexeerden de stad Gdansk en het omliggend gebied dat door het Verdrag van Soldin verkregen werd, alsook onderdeel van hun Ordestaat in 1309. Dit zorgde voor een langdurig dispuut tussen Polen en de Duitse Orde over het bestuur van Pommerellen. Deze onenigheid leidde tot een serie oorlogen tussen de troepen van de Poolse koning en de ridders van de Teutoonse Orde die duurden van 1308 tot 1309, van 1326 tot 1332, van 1409 tot 1411, in 1414, 1422, van 1431 tot 1435, van 1454 tot 1466, van 1467 tot 1479 en van 1519 tot 1521.
Na het verlies van de Duitse Orde bij de Slag bij Grunwald in 1410, moesten zij na het sluiten van de Eerste Vrede van Thorn grote sommen geld betalen aan de Poolse koningen. Dit raakte de begroting en er moest meer belasting betaald worden. Een aantal lokale edelen en Hanze leden vormden in 1410 de Pruisische Bond in Kwidzyn (Marienwerder) waar geprotesteerd werd tegen de interne en politieke politiek van de Duitse Orde. Grootmeester Ludwig von Erlichshausen wilde de bond ontbinden. In 1453 zocht hij hulp bij Paus Nicolaas V en Keizer Frederik III en hierna ontstond een vete tussen von Erichshausen en de Bond.

### Pruisisch-Poolse Alliantie
Tijdens de Dertienjarige Oorlog in februari 1454 stuurde de Bond, onder leiding van de burgers van Gdańsk, Elbląg, en Toruń samen met de adel uit Kulmerland, een delegatie onder leiding van Johannes von Baysen naar de Poolse koning om hen te steunen in hun strijd tegen de heerschappij van de Duitse Orde. Zij pleitten voor de inlijving van Pruisen in het Koninkrijk Polen. Na onderhandeling van de juiste voorwaarden voor de inlijving stemde de Poolse koning in en de onderhandelaars kwamen overeen dat op 6 maart 1454 Baysen als de eerste oorlogsgouverneur van Pruisen door Casimir IV aangewezen werd.
De opstand was ook gaande in grote steden in de landen van de Ordestaat, zoals in Kneiphof , later onderdeel van Koningsbergen. De ridders van de Duitse Orde wonnen wel de Slag van Chojnice, maar zij konden de kosten voor nieuwe huursoldaten niet meer betalen om de kastelen te heroveren die de rebellen veroverd hadden. Een uitputtende oorlog van dertien jaren eindigde in oktober 1466 met de Tweede Vrede van Thorn die bepaalde dat de Duitse Orde een deel van de rechten over de gebieden in het westelijke deel van Pommerellen en de districten Elbląg, Malbork, en Kulmerland aan de Poolse koning overdroeg.

### Poolse Kroon
Na de inname van het gebied in 1454 vaardigde koning Casimir IV een decreet uit waarbij Koninklijk Pruisen aanzienlijke autonomie verkreeg. Pruisen had zijn eigen financieel beleid, eigen munt en eigen leger. Het gebied werd bestuurd door een raad, onder de Poolse koning, waarvan de leden gekozen werden uit lokale edelen en rijke burgers (ius indigenatus). Pruisen had zelfs een aparte zetel in de Poolse landdag. De Pruisische raad maakte geen gebruik van dit recht tot de Unie van Lublin. Toruń, Elbląg en Gdańsk kregen de status van een vrije rijksstad zoals geregeld in het Danziger Stadsrecht.
De Bisschop van Ermand eiste de titel van keizerlijke prins-bisschop voor zich op, gebaseerd op de Gouden Bul van 1356 van Keizer Karel IV. Het gebied stond nooit direct onder de gerechtelijke invloed van de keizer. Ondanks dat deze eis door geen enkele tekst werd ondersteund, werd deze eis gebruikt in de 17e eeuw. Het bisdom bleef de aparte status behouden tot het einde van het Heilige Roomse Rijk in 1806.
Het oostelijke deel van Pruisen bleef onder de heerschappij van de Duitse Orde als een vazal van de Poolse koning. Het gebied werd in 1525 het Hertogdom Pruisen nadat de laatste grootmeester van de Duitse Orde, Albrecht von Hohenzollern, zich tot het Lutheranisme bekeerde, het gebied seculariseerde en wereldlijke vorst werd. In 1618 werd het hertogdom geërfd door Johan Sigismund von Hohenzollern. Het gebied bleef onder Poolse (en even onder Zweedse) suzereiniteit. De heersers van Brandenburg moesten als Pruisische hertog trouw zweren aan de Poolse koning. De hertogen van Pruisen sloten een persoonlijke unie met de markgraven van Brandenburg. Het Markgraafschap Brandenburg, als vazal van het Heilige Roomse Rijk, verkreeg de soevereiniteit over het hertogdom door het Verdrag van Bamberg in 1657.

### Regering van het Pools-Litouwse gemenebest
Als gevolg van de Unie van Lublin in 1569 werd de autonomie van Koninklijk Pruisen afgeschaft en werd het gebied verenigd met het koninkrijk Polen. De Pruisische keurvorsten werden senatoren en afgevaardigden in het Poolse parlement. Het gebied werd onderdeel van de Provincie Groot-Polen (prowincja wielkopolska) net zoals de gebieden van het voormalige Groot-Polen en Mazovië. De hoofdstad was Poznań. Het hertogdom Ermland behield de status van autonome regio binnen het Poolse protectoraat.
Na de invoeging in het koninkrijk Polen werden er lokale raden (Sejmiks) opgericht voor 
- Woiwodschap Kulmerland met de hoofdstad Radzyń
- Woiwodschap Malbork met de hoofdstad Sztum
- delen van het Woiwodschap Pomerren
  - Powiat Człuchowski met hoofdstad Człuchów
  - Powiat Mirachowo met hoofdstad Mirachowo
  - Powiat Pucki met de hoofdstad Puck
  - Powiat Świecki met de hoofdstad Świecie
  - Powiat Tczewski met de hoofdstad Tczew
  - Powiat Gdańsk met de hoofdstad Starogard Gdański
  - Powiat Tucholski met de hoofdstad Tuchol

De belangrijkste taak van de Sejmiks was de keuze van de parlementsleden voor de Sejm. Koninklijk Pruisen had 10 parlementariërs in het parlement.

### Poolse Delingen
Tijdens de Eerste Poolse deling in 1772 en de Tweede Poolse Deling in 1793 werd koninklijk Pruisen geannexeerd door het Koninkrijk Pruisen. Het verworven gebied werd onderdeel van de in 1773 gecreëerde provincie West-Pruisen.

## Gouverneurs
- 1454–1459: Johannes von Baysen (Jan Bażyński), oorlogsgouverneur
- 1459–1480: Stibor von Baysen (Stibor (Tiburcius) von Baysen/Ścibor Bażyński)
- 1480: Mikołaj Bażyński (Mikołaj Bażyński/Niklas von Baysen) alleen verkozen, wilde niet zweren voor de Poolse koning ook wolvod van het Woiwodschap Malbork

In 1510 werd, na een aantal mislukte pogingen om een nieuwe gouverneur te vinden, het ambt afgeschaft.